# Hyles nervosa
Hyles nervosa är en fjärilsart som beskrevs av Rothschild och Jordan 1903. Hyles nervosa ingår i släktet Hyles och familjen svärmare. Inga underarter finns listade i Catalogue of Life.